# Nahwa
Nahwa (Arabisch: النحوة) is een dorp en bergachtige contra-enclave ('enclave in enclave' of 'enclave van de tweede orde') van het emiraat Sharjah van de Verenigde Arabische Emiraten gelegen in de exclave Madha van Oman. Het is het enige voorbeeld van een contra-enclave in het Midden-Oosten.
Het dorp Nahwa bevindt zich op 8 kilometer ten westen van Nieuw-Madha en is bereikbaar over een verharde, slingerende weg. In de exclave bevindt zich een politiepost op ongeveer 80 meter van de grens. Iets verderop ligt Nieuw-Nahwa, dat bestaat uit ongeveer 40 goed onderhouden gebouwen, waaronder een kliniek en een moskee. Iets verderop ligt Oud-Nahwa, dat alleen over een slechte gravelweg te bereiken is en waar zich nog ongeveer 15 tot 20 huizen bevinden. Dit deel is beduidend armer, evenals de omringende exclave Madha.